# حوزه انتخابیه هشتم ماساچوست
حوزه انتخابیه هشتم ماساچوست یک حوزه انتخابیه مجلس نمایندگان آمریکا است که در ایالت ماساچوست قرار دارد.